# Ronnie e Donnie Galyon
Ronnie e Donnie Galyon (Dayton, 28 ottobre 1951 – Dayton, 4 luglio 2020) sono stati due gemelli siamesi statunitensi uniti a livello del bacino, riconosciuti nel Guinness World Records come i siamesi più longevi.

## Biografia
Nacquero all'ospedale di San Elizabeth, a Dayton, Ohio, il 28 ottobre 1951, da Wesley ed Eileen Galyon, la quale non si sarebbe aspettata di partorire due gemelli siamesi; Ronnie fu il primo a venire alla luce. La loro congiunzione era ubicata all'altezza del bacino, dove i rispettivi intestini confluivano in un'unica vescica e quindi in un unico organo genitale. Nel corso della loro vita, venne comunque loro proposto di venir eventualmente separati e di condurre vite indipendenti, ma tuttavia erano consapevoli che in caso di un'operazione chirurgica di questo tipo avrebbe in seguito comportato per entrambi dei delicati interventi di ricostruzioni corporali. Pertanto preferirono rimanere per sempre congiunti.
In età scolare, i Galyon non riuscirono a completare formalmente le scuole elementari, poiché rappresentavano una distrazione verso i compagni di tutte le scuole dove vennero iscritti, di conseguenza condussero per tutta la vita un analfabetismo permanente. Non potendo più andare a scuola, con nove bambini a carico, il padre Wesley prese la difficile decisione di affidare Ronnie e Donnie ad un circo come attrazione e cercare di guadagnare denaro per sostenere la famiglia. Per tutta la loro infanzia, i due gemelli si esibirono quindi in numeri circensi secondari, girando per gli Stati Uniti e più tardi nell'America Latina e Canada. Con i loro spettacoli divennero presto celebri e furono capaci di sostenere tutta la loro famiglia.
Nel 1991 i due gemelli decisero di andare in pensione ed andarono a vivere in una casa propria, nella loro città natale, grazie ai guadagni ottenuti e grazie anche ai costanti aiuti del loro più giovane fratello Jim e della cognata Mary. Finirono dunque per allontanarsi dal mondo dello spettacolo, limitandosi ad apparire ogni tanto in televisione, soprattutto in programmi documentaristici.
I due gemelli sono morti il 4 luglio 2020, all'età di 68 anni, presso l'hospice di Dayton per cause naturali; dopo i funerali, sono stati sepolti nel cimitero Davids a Kettering, Ohio.